# Arab farkas

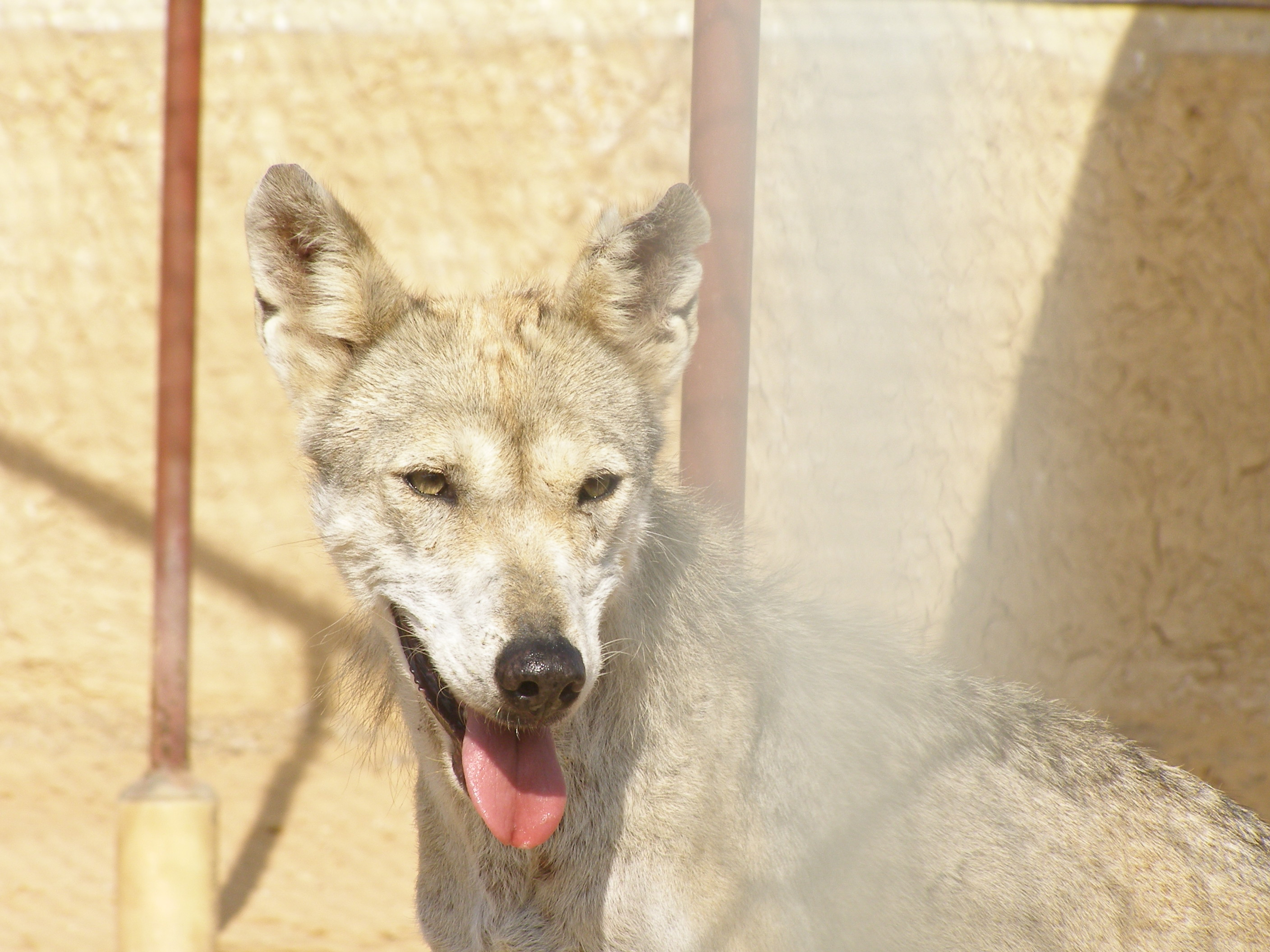
Portré

Az arab farkas (Canis lupus arabs), a szürke farkas (Canis lupus) egyik eurázsiai alfaja.

## Előfordulás
Az arab farkas az Arab-félsziget sivatagos részein él, Szaúd-Arábiában, Jemenben, Ománban, Szíriában és Izraelben.
A legnagyobb veszélyt a helybeli kutyákkal való keveredés jelenti állományára.

## Megjelenés
A legkisebb és a legkönnyebb farkasalfaj, de a Közel-Kelet legnagyobb kutyaféléje.
Sárga színű, rövid szőrű alfaj. Mindössze 18 kilogramm súlyú, és 66 centiméter magas. 
A sivatagi életmódhoz való alkalmazkodást mutatja a viszonylag nagy méretű füle.
Párban, vagy kisebb, 3–4 fős falkákban él.

## Életmód
Magányosan vagy párban jár. A homokba mély üreget ás, ahol átvészeli a sivatagi hőséget.
Jellemzően ragadozó, de mindenevő is lehet, egyes helyeken még az emberi hulladékot se veti meg. Ehet nyulat, rágcsálót, kisebb patást vagy dögöt. Opportunistaként étrendjébe szóba jöhet a hal, csiga  vagy a fiatal galléros pávián.

## Fordítás
- Ez a szócikk részben vagy egészben  az   Arabian Wolf című angol Wikipédia-szócikk fordításán alapul.  Az eredeti cikk szerkesztőit annak laptörténete sorolja fel. Ez a jelzés csupán a megfogalmazás eredetét és a szerzői jogokat jelzi, nem szolgál a cikkben szereplő információk forrásmegjelöléseként.